# Dorelia Barahona Riera
Dorelia Barahona Riera (Madrid, 30 de junio de 1959) es una narradora, poeta, guionista y dramaturga costarricense. Estudió filosofía y arte en la Universidad de Costa Rica y Cerámica e Historia del arte en Madrid. Ha sido miembro del Consejo Directivo de la Editorial Costa Rica. En 1989 ganó el Premio Bellas Artes Juan Rulfo por su primera novela: Mariposa de bambú y en 1996 fue acreedora al premio Editorial de la Universidad de Costa Rica por su poemario La edad del deseo.

## Obra

### Novela
1. De qué manera te olvido: 1990 (Premio Juan Rulfo, 1989).
2. Retrato de mujer en terraza: 1995
3. Los deseos del mundo: 2006
4. La ruta de las esferas: 2007
5. Milagros Sueltos: 2008 (novela colectiva entre siete autores)
6. Zona Azul: 2018
7. Parece que duerme: 2024

### Cuento
1. Noche de bodas: 1991
2. Un amor posible: 1994
3. La señorita Florencia y otros relatos: 2003.

### Poesía
1. La edad del deseo: 1993.

### Dramaturgia
1.  Doña América: 2009.
2. Y.O. 2010